# 五行の構え
五行の構え（ごぎょうのかまえ）または五方の構え、五つの構えは、剣術や薙刀で用いる五つの構え方である。剣道では日本剣道形、なぎなた競技においては全日本なぎなたの形（全日の形）で使用される。薙刀は半身で構える性質上、左右どちらでも構えられるが、通常は左に構える。
これらの構えは武士が甲冑を着て真剣を使う介者剣法の名残であるが、現行の剣道では試合のルールとの齟齬により使う意味のない構えもあり、半ば形骸化してしまっている。

## 中段の構え

### 剣道
剣先を相手の目に向けて構えるもので、正眼の構え、人の構え、水の構えとも呼ぶ。この構えからは、他の全ての構えにスムーズに移行することができる。つまり、攻撃するにせよ防御するにせよ、この構えを基点とすることで戦闘中に発生する様々な状況の変化に対して咄嗟に対応できる。
攻防共に隙が少ないことから、現代では剣道の基本として教えられる構えであり、試合では大半の選手が最初から中段の構えで開始する。
真剣を用いた実戦でも攻防のバランスが良く、甲冑を着用しても構えやすいなど有用である。ただし前方に一定のスペースが必要なため、障害物の多い場所や乱戦では構えたまま振り向くと衝突する危険があり、状況によっては使いにくいとされる。また、得物の重心位置が身体から遠ざかるために長時間構え続けると腕への負担が大きい、胴体を相手に正対させるため弓矢・火器・投石などといった飛び道具に対して的が大きくなる、などのデメリットもある。

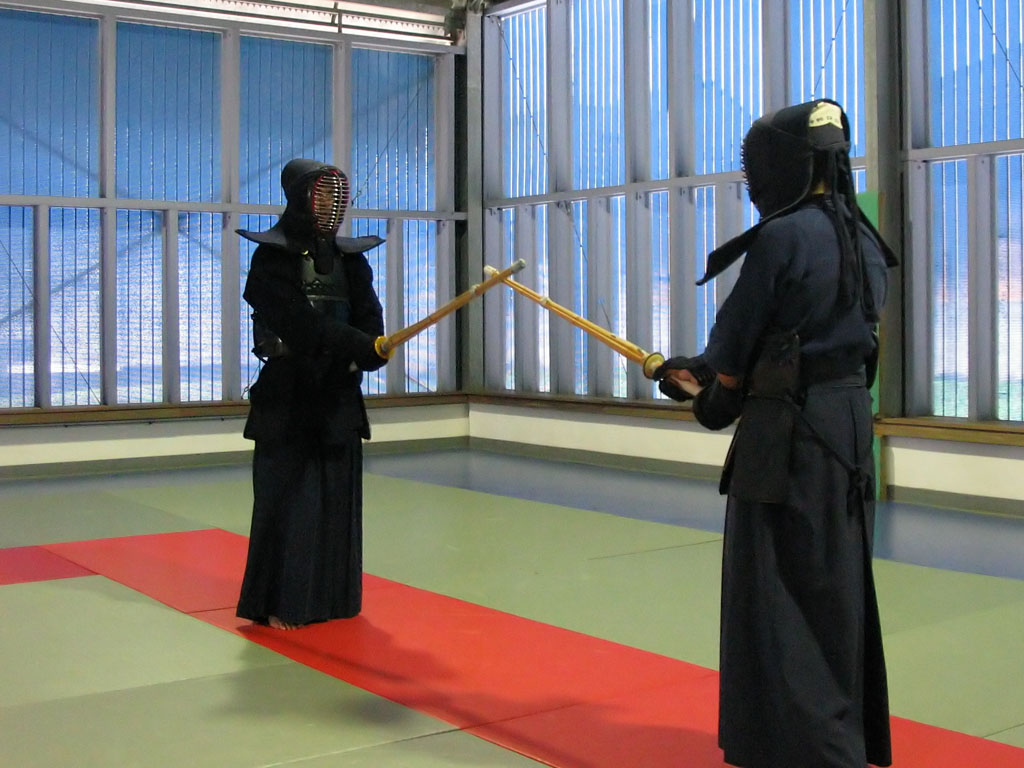
中段の構え（剣道）
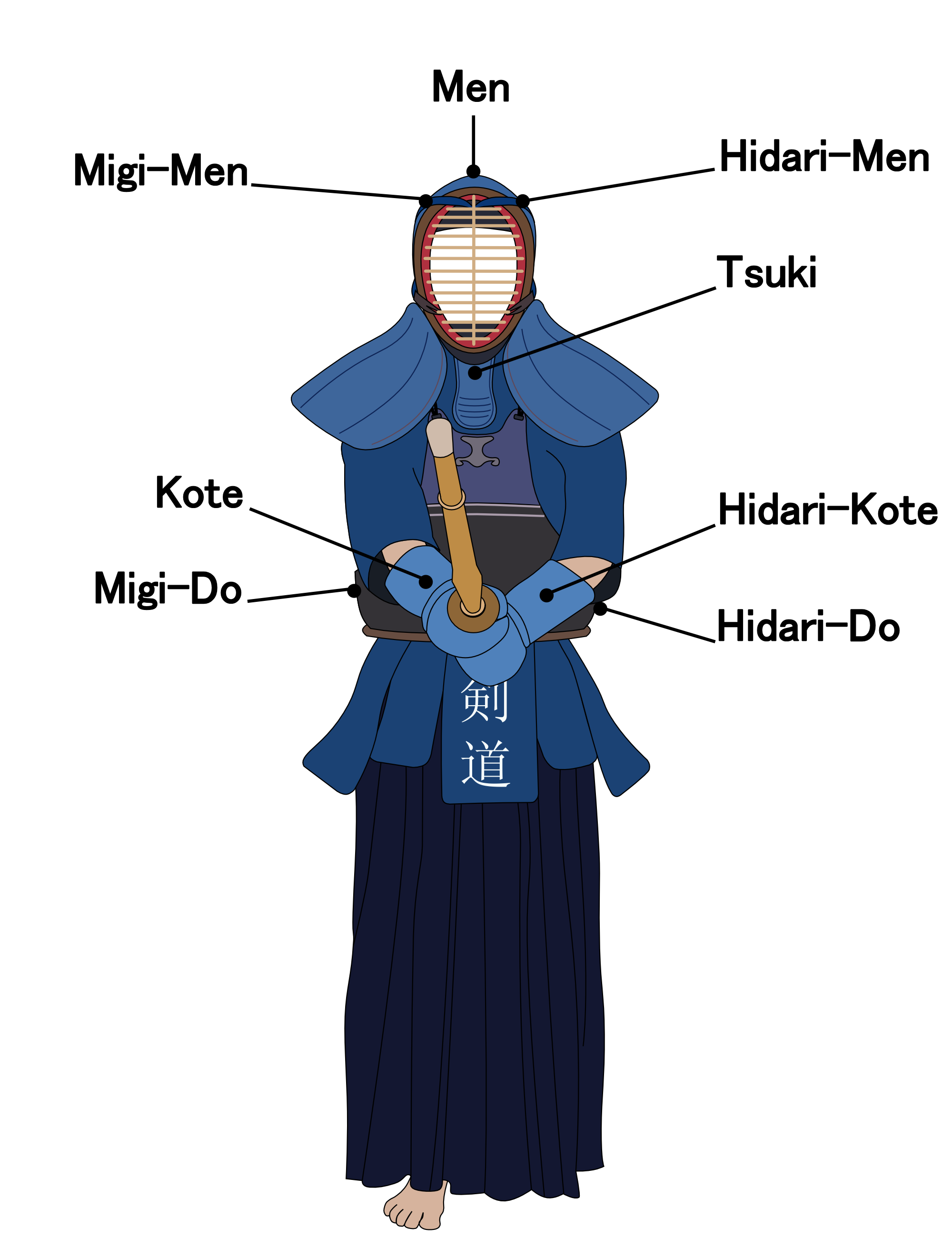
正面から見た中段の構え（剣道）
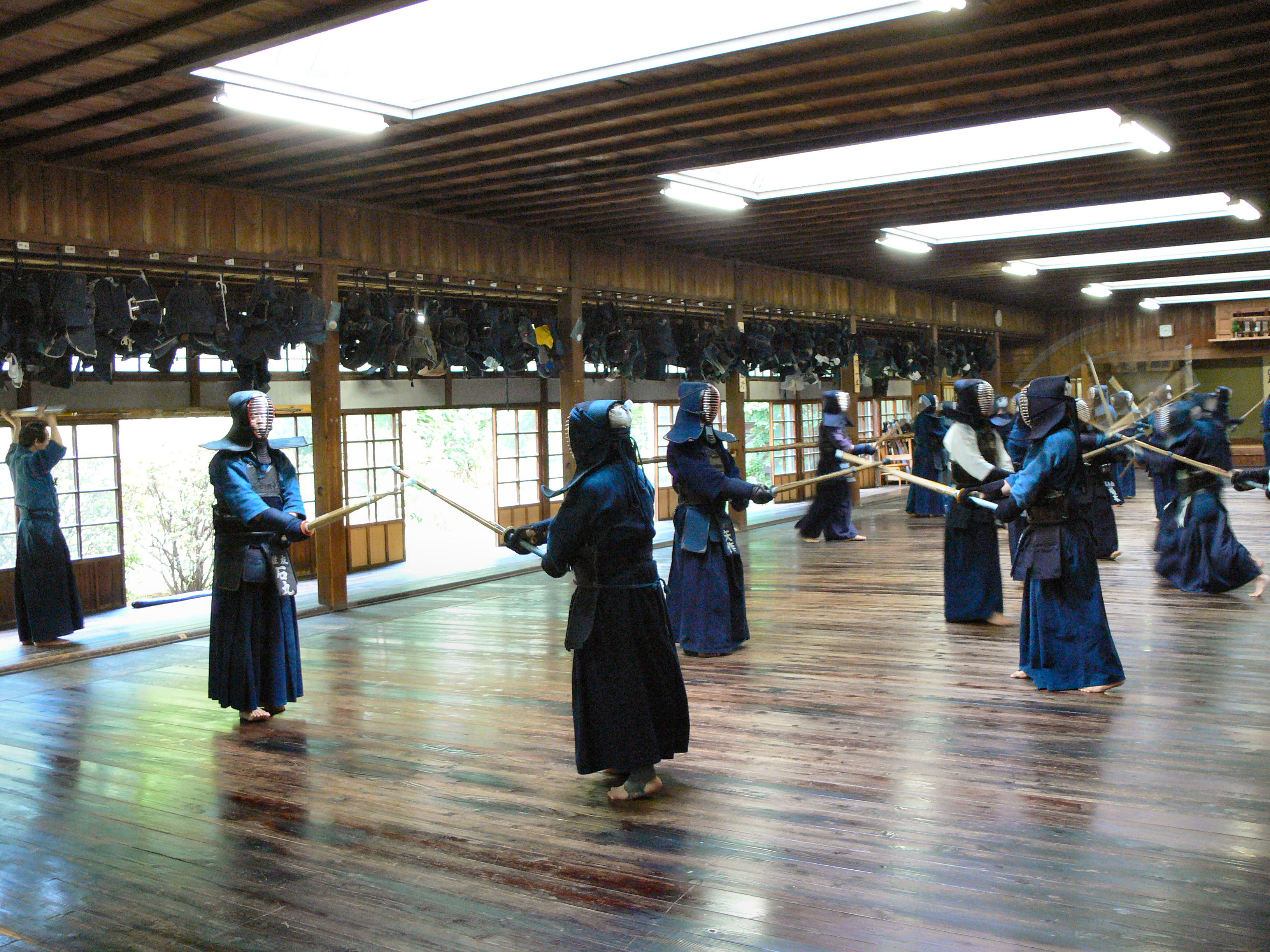
野間道場での稽古の様子。大半が中段の構えである（剣道）

### なぎなた
相手に刃先を向けた状態でやや上げ、元手（石突側の手）を後ろ足の付け根付近に構える。薙刀が体の重心付近にあるため動きやすく、突き・払いも素早く出せるなど攻防のバランスが良い構えであり、試合開始時から中段にする選手が多い。ただし接近すると使いにくいことや脛への攻撃を咄嗟に払いにくいため、素早く下がるか下段に移行することが多い。また膠着状態になった場合に中段のまま腕を下げ、水平に構える選手も多い。
真剣を用いた実戦では、相手と距離を取って攻撃しつつ半身になることで的を小さくできるなど、攻防のバランスが良い構えである。前方にスペースが必要で咄嗟に振り向くことが難しくなるが、石突で突くことで対処できる。

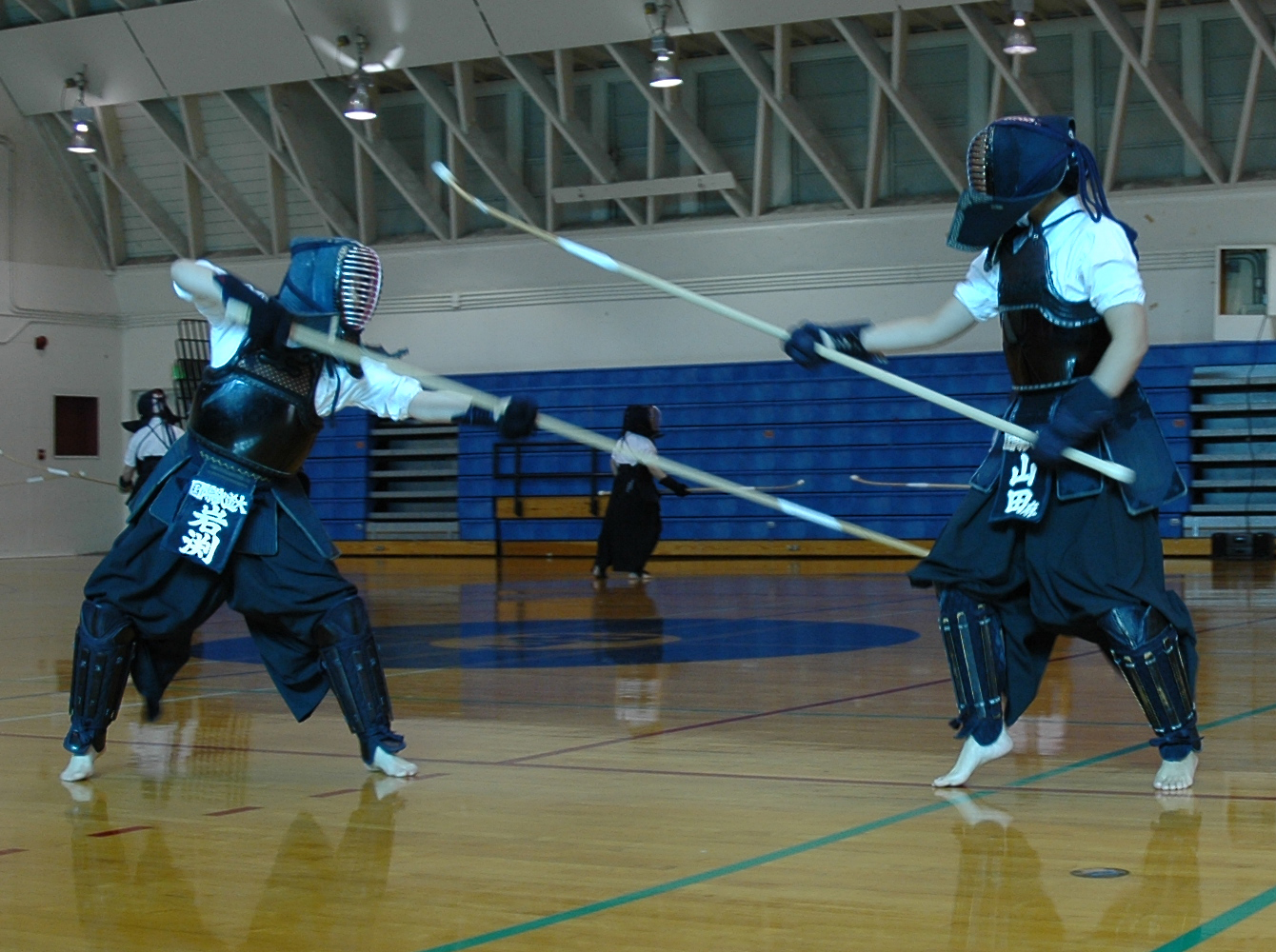
右側が中段の構え
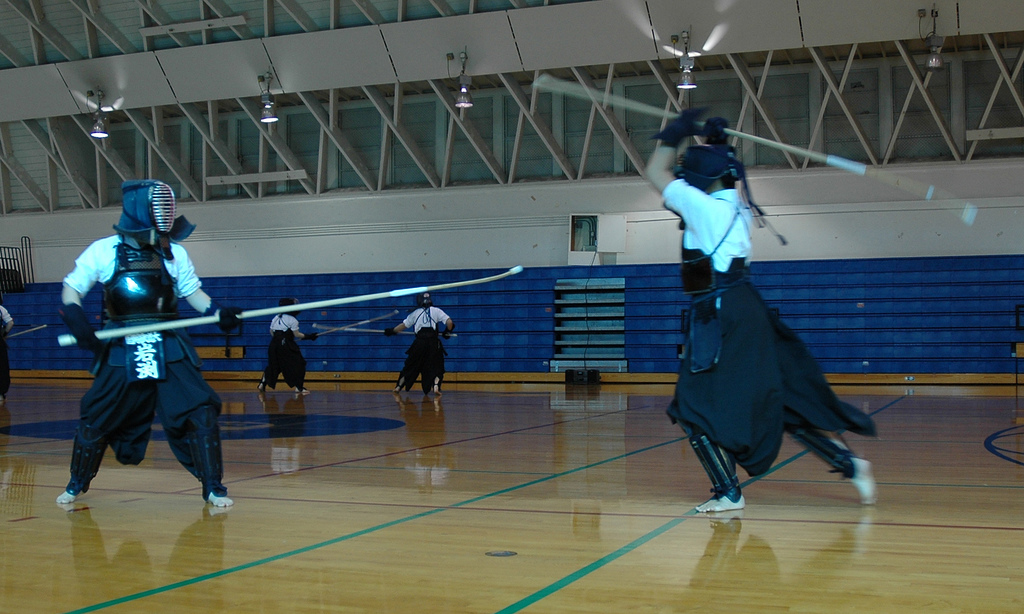
写真右側が中段の構えから振り返しで面を狙って攻撃している

## 上段の構え

### 剣道
刀を頭上に振り上げる構えで、前にある足によって左上段と右上段に分けられる。基本は両手で構える諸手左上段であるが、稀に片手や持ち手を逆にした（右手が柄頭、左手が鍔側）上段もある。現在の剣道では中段の次に多く見られる構え方である。天の構え、火の構えともいう。
この構えを取っている場合、対戦相手を斬る為に必要な動作は、極論すればその体勢から剣を振り下ろす事だけであり、斬り下ろす攻撃に限れば凡そ全ての構えの中で最速の行動が可能である。また、刀剣を用いた攻撃において、片手かつ半身となることで最もそのリーチを生かす事の出来る構えの一つでもあるが、もちろん刀剣を扱うことのできる片手の腕力をはじめ、身体の重心の変化、そして刀剣そのものの刃筋には注意が必要となる。振り上げる動作と振り下ろす動作で成り立つ中段の構えと比較して、基本的に振り下ろす動作のみで成り立つ構えであるため、力の方向性が一定であることからも、対戦相手に威圧感を与えることができるなど、非常に攻撃的な構えとされる。反面、構えている間は首から下の部分を曝け出している状態であり、防御を目的とした構えとはされない。
剣道では格上の相手に対して上段を構えると失礼にあたるとされる。高野佐三郎は17歳の頃、片手上段に構えたことで対戦相手の岡田定五郎（30歳）の怒りを買い、袴を血に染め昏倒するまで突かれたという。また、中山博道は晩年、「先輩に対する上段は無礼の極みである」、「名人達人にして初めて把握し得る構えで、これは道具に慣れて3、40年位の者がとるべき構えではない」とまで極言している。また慣用句で「大上段に構える」には「相手を威圧し侮る」という意味がある。
中段の構えの者が上段を相手にする際は、剣先を上げて右にずらし、相手の左小手に合わせる平正眼の構えが基本とされる。
真剣を用いた実戦では力量によるが、甲冑を着用した相手にもダメージを与えることが出来る。一方で振った後の隙が大きい、左右の肘により視界が制限される、急所を晒すことになるため甲冑を着用しても防御面で不利、重い真剣を上げ続けるため消耗が大きいなど欠点が多い。このため素早く相手を斬る技量、周囲の状況を察知する観察眼、攻撃を避ける機敏さ、構え続ける腕力を併せ持たなければ危険である。剣道において「上級者のみに許された構え」という意見は実戦では達人のみが使える構えから出たと考えられている。幕末期に実戦を経験した剣術家の渡邊昇は明治維新後に済寧館で剣術を指導していたが、身長約180cmの渡邊が長竹刀（約130cm）を上段に構え激しく打ち込むことから、対戦相手からは恐れられていた。
甲冑によっては袖（肩の装甲）が邪魔で腕が上がらなかったり、兜の立物（飾り）が干渉し構えられないこともあるため、甲冑の着用を想定した剣術流派では刀を頭の斜め上や体の横に振り上げる構えを上段の構えと称している。流派によっては剣先を相手に向けて頭上に構える上段鳥居など変則的な構えがある。

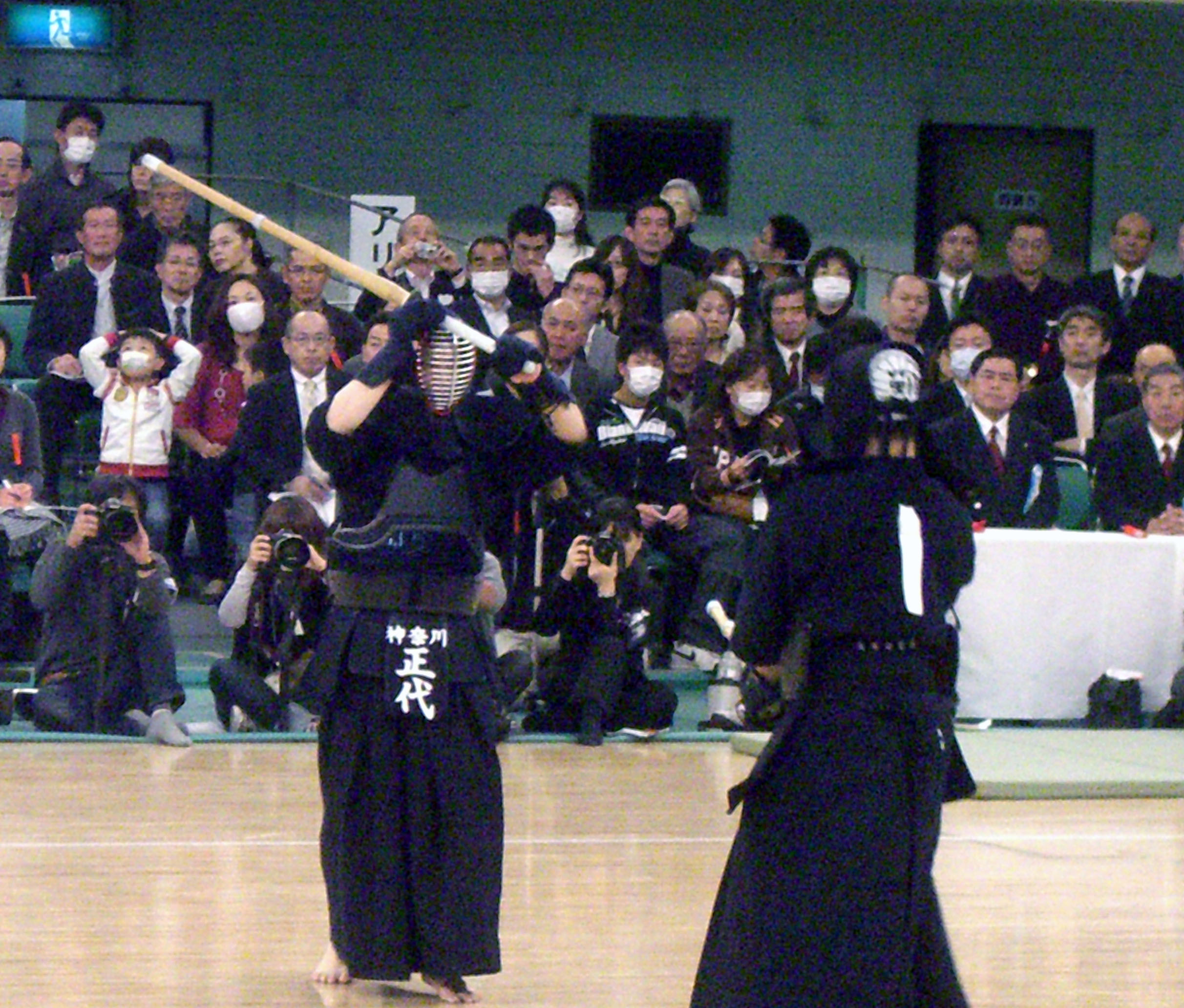
写真左側が諸手左上段の構え（剣道）
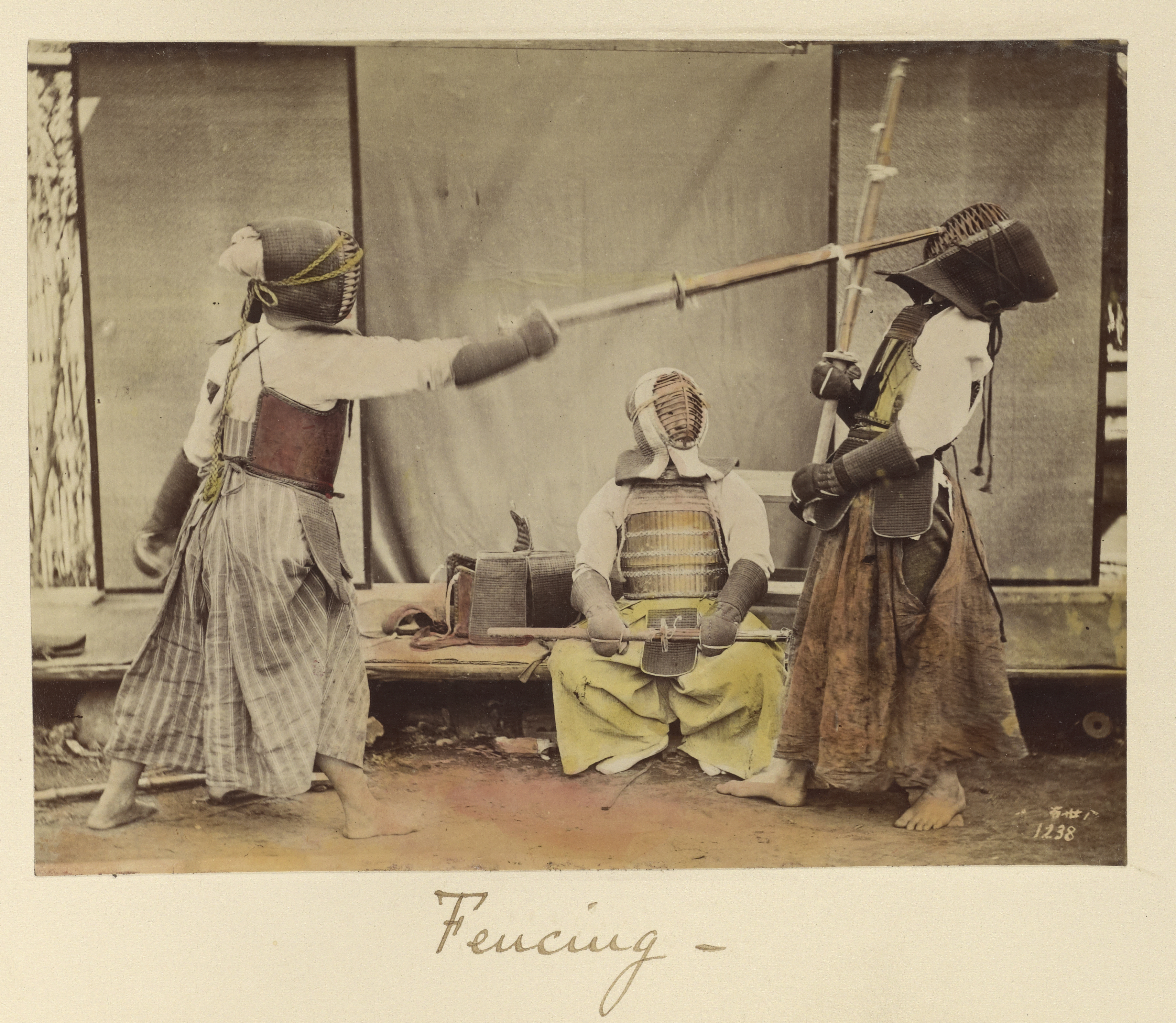
片手右上段からの突き
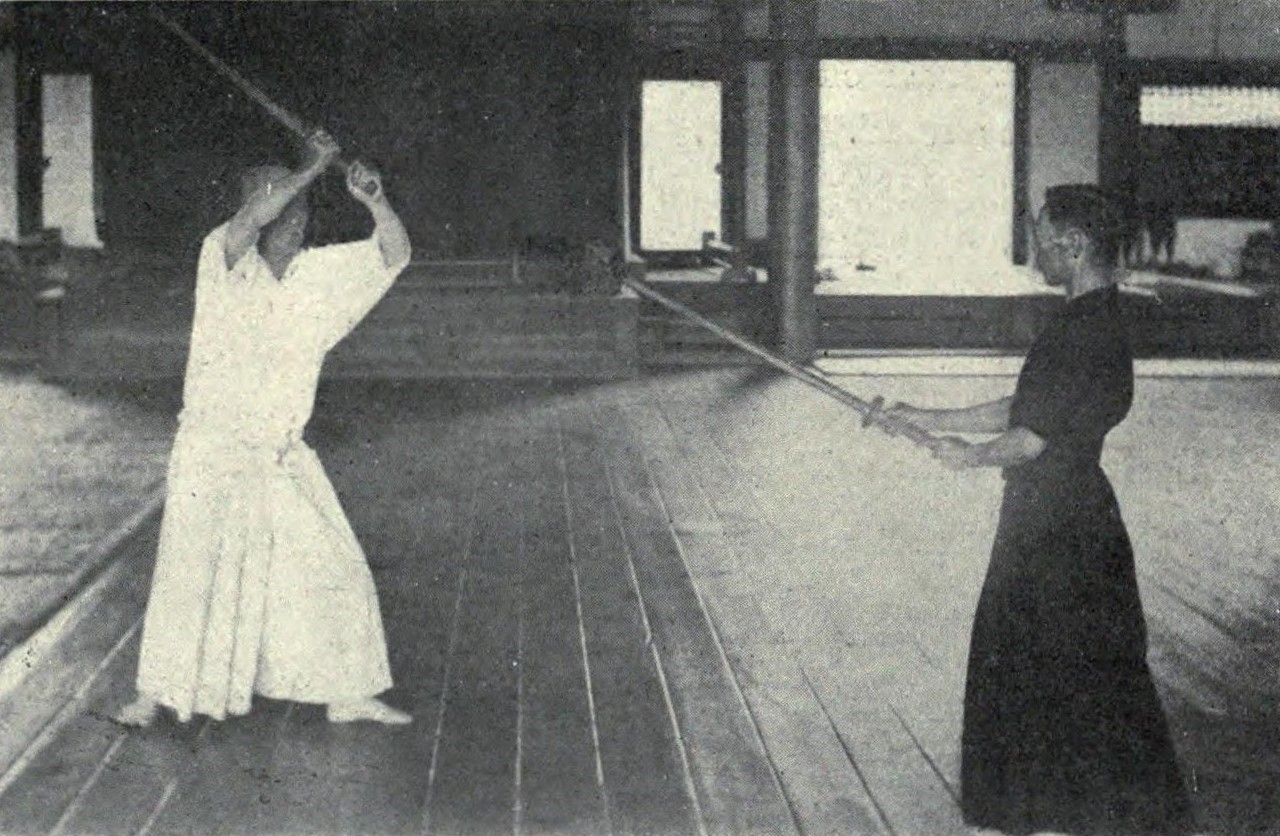
写真左側が上段に構えた渡辺昇

### なぎなた
肘を90度程度曲げた状態で薙刀を頭上に構え、石突を相手に向ける。他の構えで面の有効打突を狙うには振り返しが必要となるが、上段の構えでは振り下ろすだけで面を打つことができる。ただし振った後の隙が大きく、構えている間は防御が出来ない。また常に半身に構える性質上、防具と元手で視界が塞がれるなど不利益が大きいため試合競技では使われない。動作が大きく見栄えが良いため、リズムなぎなたでは頻繁に使われている。
実戦においては薙刀の重量により威力が高くリーチもある。また上部に攻撃できるため、馬上の相手が持った武器をたたき落としたり、腕や上半身に切りつけることが出来るが、隙が大きく薙刀を上げるため体力を消耗する。また兜の立物に干渉し構えられないこともある。薙刀の石突は半月形など斬りつけることを目的とした形状が多いため、懐に入られた場合は石突を振り下ろすか突き出すことで斬ることが出来るなど、技量があれば咄嗟の防御も可能である。

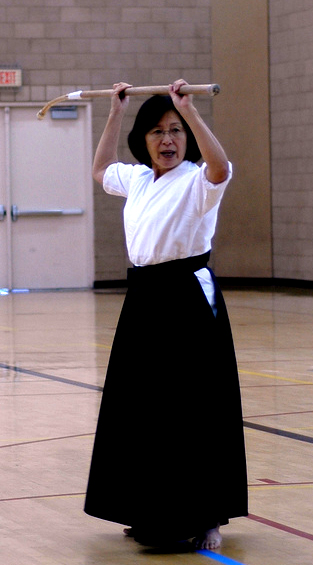
上段の構え（なぎなた）
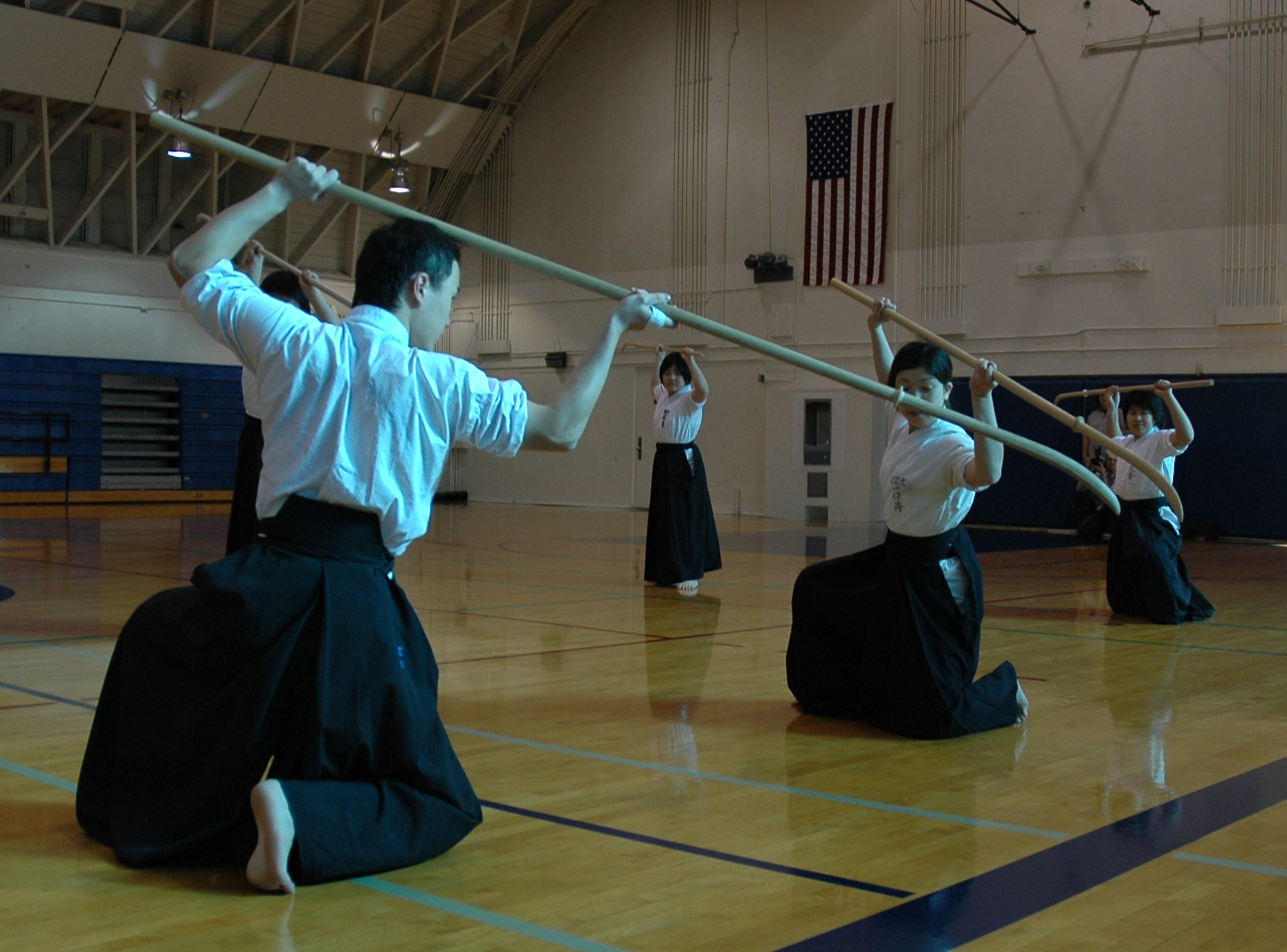
後ろから見た上段の構え（なぎなた）

## 下段の構え

下段に構えた上泉信綱の銅像（剣術）

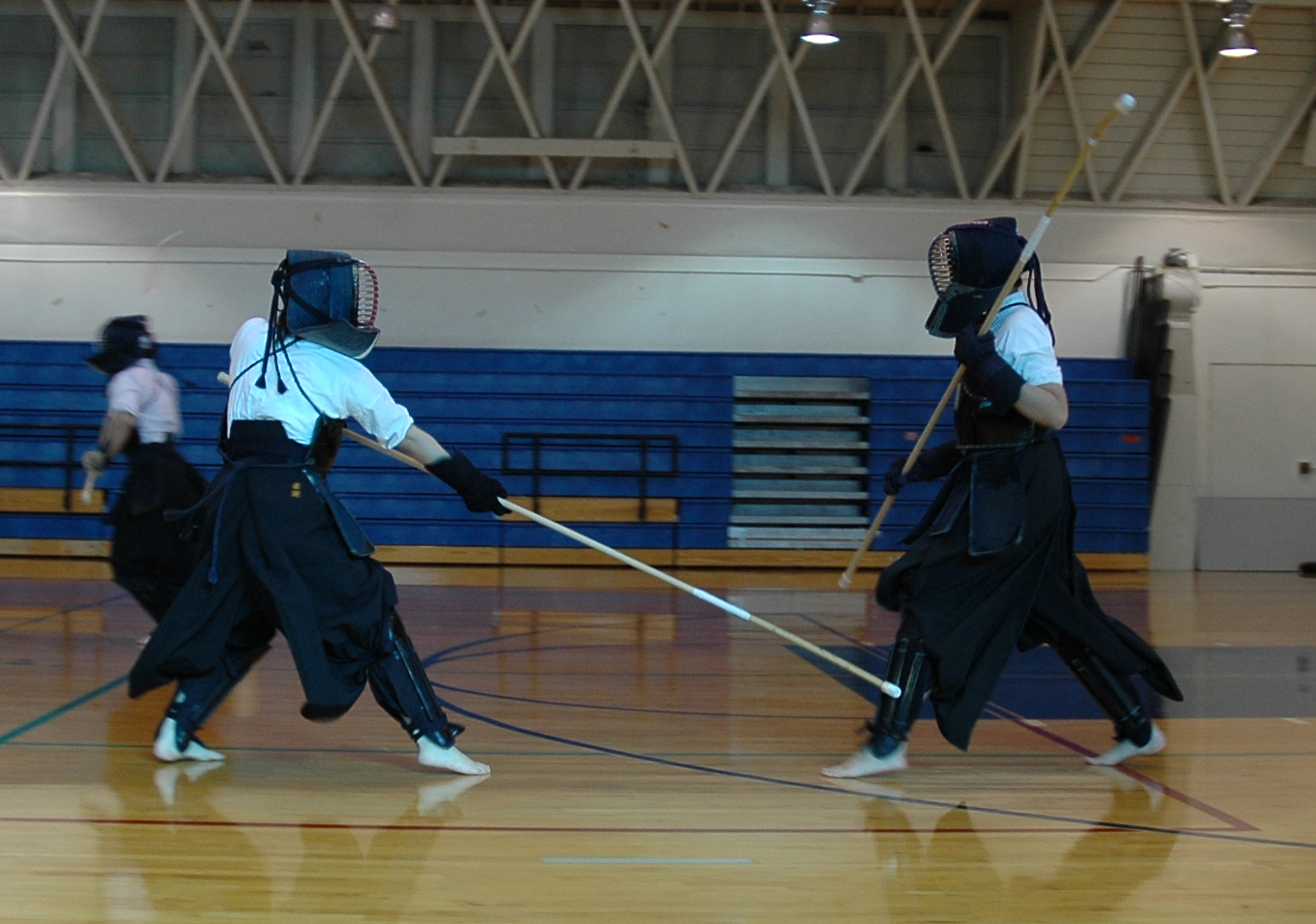
左側が下段の構えから脛を狙って攻撃している（なぎなた）

### 剣道
刀の剣先を水平より少し下げた構え方で、上段に対し防御の構えと言われるが、機敏に動けない為に攻撃には向かない。相手に対応する為、間合いを極端に大きく取る事があるなど競技剣道で有効打を与えるには難しいため近年は見る機会が少ないが、中段や上段の次に使われる構えである。地の構え、土の構えともいう。
実戦では重い真剣を常時構え続けるのは体力的に厳しいが納刀すると咄嗟に反撃が出来ないため、敵が周囲にいなければ剣先を下げることで警戒・防御しつつ小休止ができる。真剣を想定した剣術流派では刀身が足に沿うほど下げることもある。攻撃時には下半身や相手を斜めに切り上げる『逆袈裟』など防御しにくい攻撃へ移行しやすい。刀が足に近いため走りにくくなるが自身の下半身への攻撃を防御しやすい。また中段の構えよりも省スペースであり、素早く振り向くことが出来る。

### なぎなた
元手を後ろ足側の顔の横におき、刃を下向きにして前足の脛に沿うように構える。相手の足元への攻撃と自分の足下を守る構え。なぎなたでは脛も有効であるが、よく使われる中段の構えでは脛を守りにくいことから試合で多く使われる。

## 八相の構え

### 剣道
刀を立てて頭の右手側に寄せ、左足を前に出して構える、野球のバッティングフォームに似た構え方。八双の構えとも書き、陰の構え、木の構えともいう。
上段が変形した構えと考えられており、立物がある兜を着用している際に刀を大きく振りかぶるのが難しい場合の構えである。中段・上段の構えは攻撃に移行しやすいものの長時間に渡って真剣（場合によっては野戦用の大型な刀槍）を構え続ける状況では消耗が大きく、下段の構えは消耗を抑えられるが咄嗟に動きにくいという欠点がある。八相は中段・上段より疲れにくく下段よりも機敏に動けるという利点がある。
この構えを正面から見ると前腕が漢数字の「八」の字に配置されていることから名付けられており、刀をただ手に持つ上で必要以上の余計な力をなるべく消耗しないように工夫されている。相手との単純な剣による攻防では実用性が多少犠牲になっており、例外的に相手の左肩口から右脇腹へと斜めに振り下ろす『袈裟懸け』や相手の鞘を差している側の胴体を狙った『逆胴』は仕掛けやすいものの、これらの技は現代の競技剣道において有効打突とはならない（あるいは非常に判定が厳しい）ことが多い。
真剣を用いた一対多数、乱戦、野外や市街地など障害物の多い場所での戦闘においては、戦闘が何時終わるのかも予測できないため余計な体力を使うことは出来ないが、不意に敵と遭遇することもあるため納刀したまま動き回るのは危険である。また、乱戦においては仲間の位置との兼ね合いで他の構えを取るスペースが無い場合もある。八相はやや動きが制限されるものの、実戦での問題の多くを解決する構えである。また甲冑を着用していると心臓や喉元が腕の装甲で隠れるため防御面でも有利となる。一部の剣術流派では刀を後ろや右側に傾ける構えを八相の構えとしている。
現代の剣道における試合競技は一対一で時間制限があり、あらかじめ決められた規格に従った道具を両者が用い、障害物がなく範囲が定められたフィールド上で戦う事を要求される。さらに有効打とされる箇所が限られているため、八相が実際に主力の構えとして使われることは稀であり、基本的には日本剣道形でしか見ることが出来ない。
笹森順造は自著において、日本剣道形と同じ構えを陰の構えとし、左右を反転させた陽の構え、刀を正中線に合わせ相手に正対する金剛の構えを紹介している。

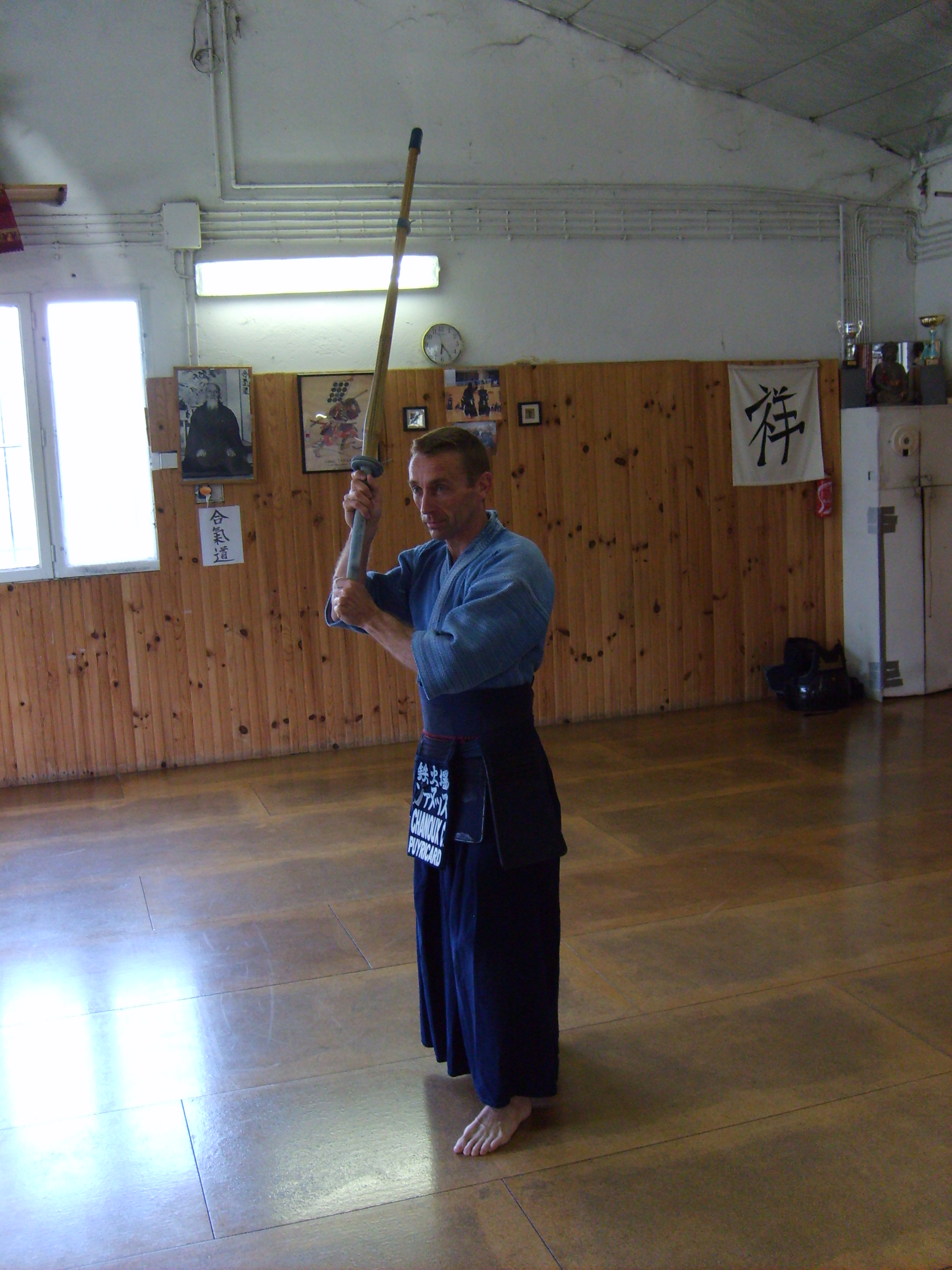
八相の構え（剣道）
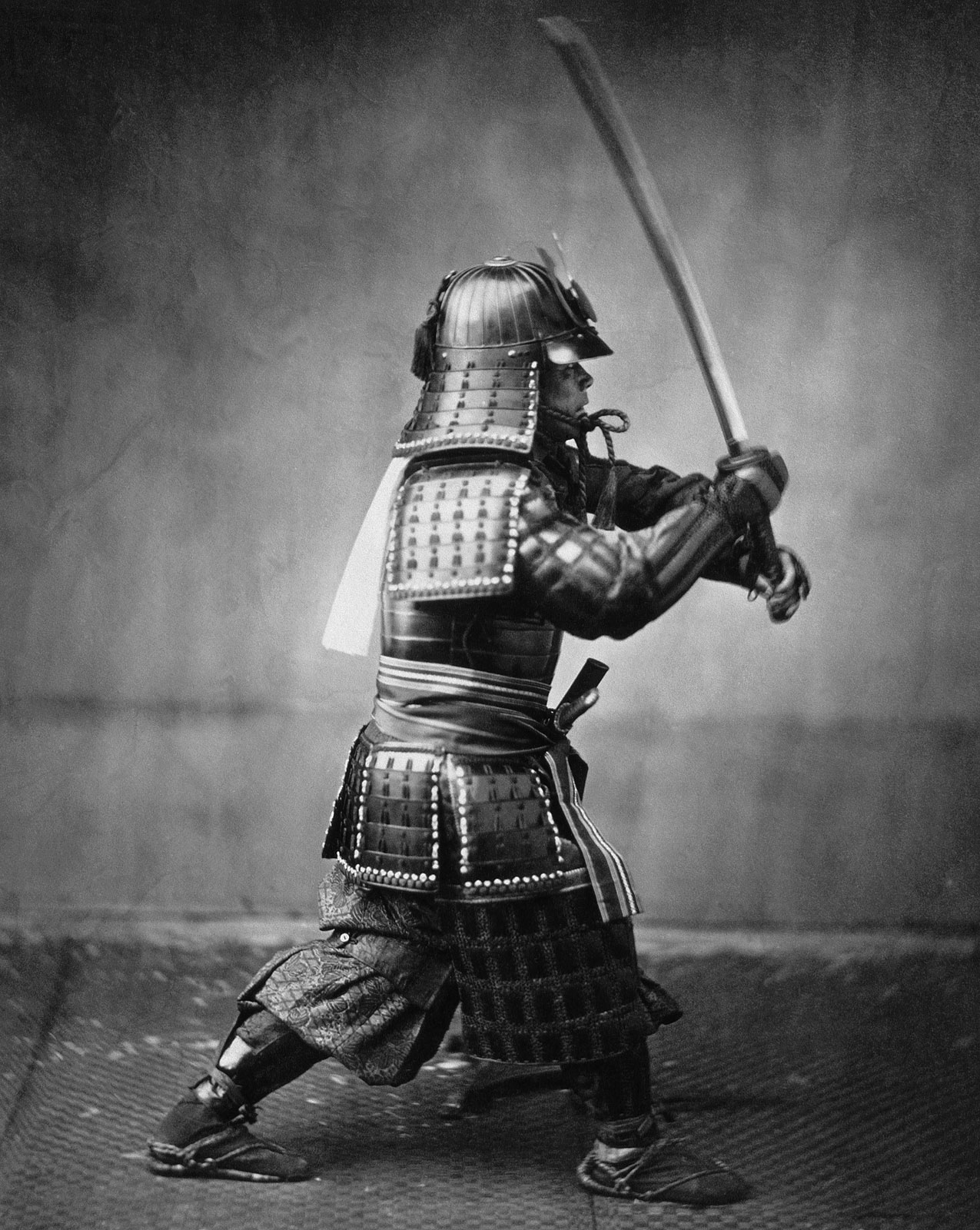
甲冑を着用した状態（剣術）

### なぎなた
元手を前足側の腰骨付近、もう一方の手を後ろ足側の耳の横に置き、刃先をやや後に倒す。突きを防御しにくいため攻撃的な構えとされる。ただし柄で脛を防御しやすいことから接近すると中段から素早く移行し、離れると中段に戻すという使いかたもある。

## 脇構え

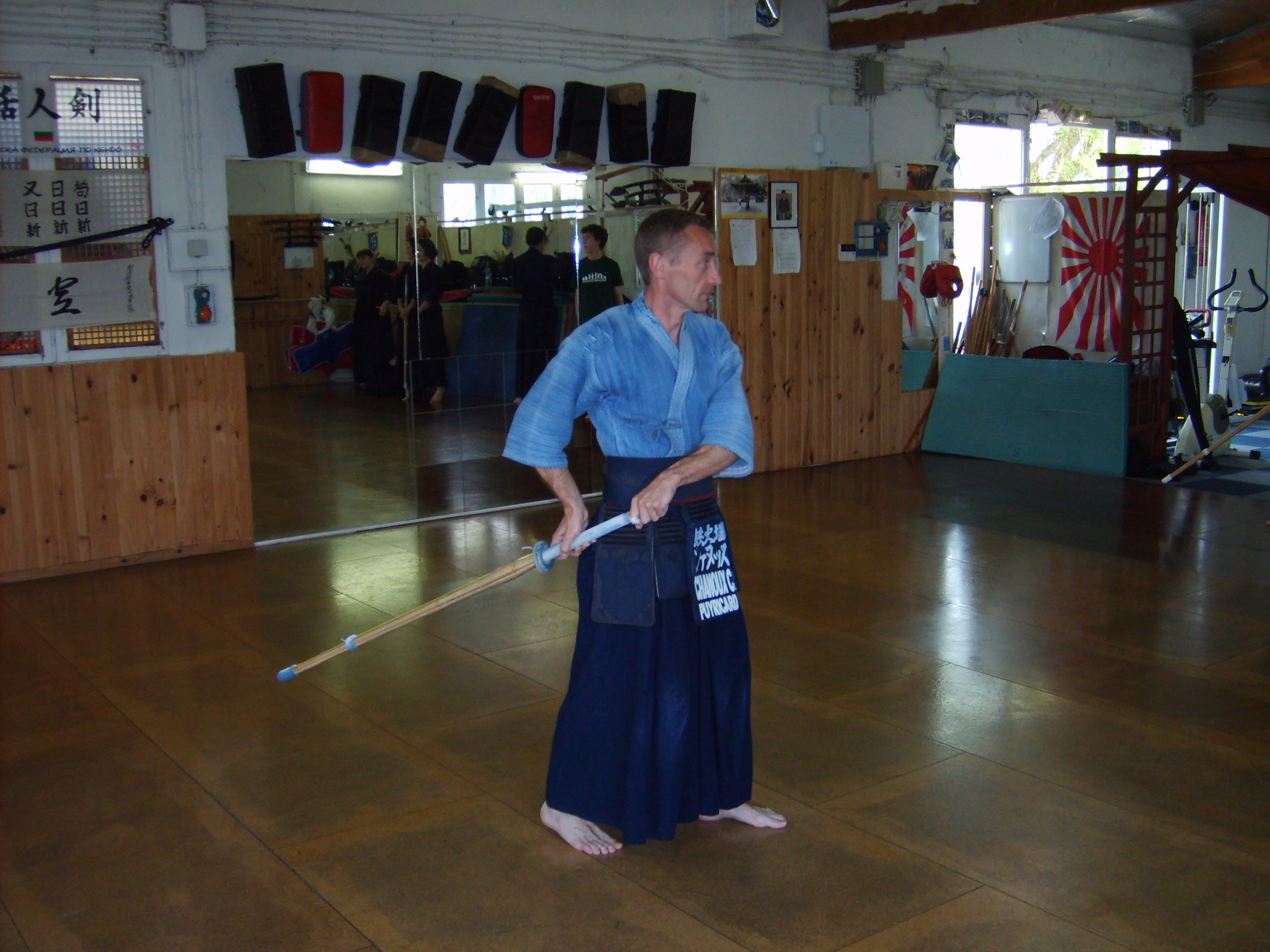
脇構え（剣道）

### 剣道
右足を引き体を右斜めに向け刀を右脇に取り、剣先を後ろに下げた構え方。大きく半身を切ることによって相手から見て自身の急所が集まる正中線を正面から外し、こちらの刀身の長さを正確に視認できないように構える。陽の構え、金の構えともいう。
刀が相手から遠いため咄嗟に切り払うことが難しくなるが、左半身は無防備になり敵の攻撃を誘いやすく、相手の視線や意識から遠い下段や横から攻撃を仕掛けられるので相手の胴・籠手・下半身への迎撃には有効な構えとなる。刀はそのままに体だけ振り向くことで下段の構えに素早く移行できるなど、後ろからの奇襲にも対応しやすい構えである。
日本刀の長さは2尺3寸が基本であるが、実戦では流派や技量・体格・年齢などに合わせて調整している者も多く、実際に斬り合うまで正確な間合いを把握することは難しいことから、奇襲や後の先を狙うには有効な構えである。甲冑を着用した場合は相手に袖が向くことで胴体と刀が広範囲に隠れるため秘匿効果が高まり、隠し持った手裏剣や石を取り出して奇襲する際にも発覚しにくい。また投石や弓矢・火器といった飛び道具や、蹴り技や体当たりをはじめとする体術など相手からの奇襲攻撃に対する防御・回避にも一定の効果を発揮する。
現代の剣道では竹刀の長さが規格で決まっているので情報戦の意味が薄く、有効となる攻撃方法および打突部位が厳格に定められ、後ろから打ち込まれる状況も皆無であるため、試合で脇構えが使われることは皆無に等しい。

### なぎなた
両手を伸ばした状態で下げ、石突を相手に向けて水平に構える。なぎなた競技では脛にのみ石突から20～25cmでの打突が有効であるため、やや下側に突くことで有効打突を狙えるほか、相手の動きに合わせて下がりつつ持ち替えて胴や面を狙うなど、相手の虚を突いたり後の先を取る構えとされる。
実戦においては死角となる視線と反対側に切先が向いているため、後ろからの奇襲に対しても突き出すだけで対処が可能となる。